# Parc nacional marí João Vieira i Poilão
El Parc nacional marí João Vieira i Poilão (en portugal: Parque Nacional Marinho João Vieira e Poilão) és el nom que rep una espai protegit al sud del país africà de Guinea Bissau. Va ser creat l'1 d'agost de 2000 i ocupa una superfície de 49.500 hectàrees (495 quilòmetres quadrats). Abasta 4 illes de l'arxipèlag dels Bijagós (João Vieira, Cavalo, Maio i Poilão, a més d'alguns illots menors. Posseeix diverses espècies de tortugues marines i platges amb palmeres.